# Béla Zulawszky
Béla Emil Lajos Zulawszky (sk. Vojtech Zulawszky, ur. 23 października 1869 w Trebišovie, zm. 24 października 1914 w Sarajewie) – węgierski oficer i szermierz pochodzenia słowackiego, medalista igrzysk olimpijskich.
Na igrzyskach olimpijskich w Londynie w 1908 roku wystartował w dwóch konkurencjach. Najpierw odpadł w pierwszej rundzie szpady indywidualnej. Następnie zdobył srebrny medal w szabli indywidualnej. W rundzie finałowej wygrał sześć z siedmiu pojedynków i uplasował się za rodakiem Jenő Fuchsem a przed Czechem Vilémem Goppoldem von Lobsdorfem. Na rozgrywanych cztery lata później igrzyskach olimpijskich w Sztokholmie we florecie indywidualnym i szabli indywidualnej dotarł do półfinałów.
Nie zdobył medalu mistrzostw świata.
Reprezentował barwy budapeszteńskiego klubu MAC. Był majorem Armii Austro-Węgier. Zginął w walce podczas I wojny światowej.